# Franco Krolbert
Franco Krolbert (* 15. September 1967) ist ein ehemaliger deutscher Fußballspieler. In der höchsten Spielklasse des DDR-Fußballs, der Oberliga, spielte er für den 1. FC Lokomotive Leipzig.

## Sportliche Laufbahn

### Gemeinschafts-, Club- und Vereinsstationen
Franco Krolbert, der seit 1981 im Nachwuchs des 1. FC Lokomotive Leipzig ausgebildet wurde und dort um nationale Titel – wie beispielsweise im Finale des Junge-Welt-Pokals in der Saison 1985/86 – mitspielte, machte seine ersten Schritte im überregionalen Männerfußball der DDR in der zweitklassigen Liga. In der Rückrunde der Spielzeit 1986/87 lief er in dieser Spielklasse für die TSG Chemie Markkleeberg in zwei Punktspielen auf. In der darauffolgenden Saison für die nunmehr als TSG Markkleeberg antretenden Randleipziger kommen sieben weitere Ligaeinsätze mit einem Treffer hinzu. Ab Herbst 1987 rückte der 1,78 Meter große Fußballer aus den Aufstellungen des DDR-Punktspielgeschehens in den beiden obersten Spielklassen, was unter anderem aufgrund einer schweren Verletzung oder dem verpflichtenden Wehrdienst in der Nationalen Volksarmee passiert sein kann.
Beim Leipziger Fußballclub tauchte er gegen Ende der Spielzeit 1988/89 in drei Oberligapartien, es werden seine einzigen bleiben, auf. Zwischen dem 21. und 25. wird der Instandhaltungsmechaniker dreimal eingewechselt und kommt insgesamt in diesem Frühjahr auf 44 Erstligaminuten. Im Sommer 1989 erschien Krolbert, dort unter dem Vornamen Franko, in der Saisonvorschau von fuwo und Sportecho noch im Leipziger Oberligakader, aber bereits ab dem 1. Spieltag der schlussendlichen Wendesaison lief er in der Liga für die BSG Stahl Riesa auf. Ob dies im Rahmen der Doppelspielgenehmigung für Oberligaanschlusskader in der Liga, die im Spieljahr 1989/90 galt, geschah, lässt die aktuelle Quellenlage offen. In der letzten eigenständigen Saison des ostdeutschen Zweitligafußballs erzielte er für die nach der Wiedervereinigung als FC Stahl spielenden Riesaer in 20 Punktspielen fünf Tore. Im gesamtdeutschen Ligafußball verliert sich die Spur Krolberts im Sommer 1991.

### Auswahleinsätze
Seine Leistungen im Juniorenoberligateam des 1. FC Lok machten den Angreifer auch für die Auswahltrainer des DFV interessant. So zählte er im Herbst 1984 zu den Torschützen beim 2:1-Sieg der DDR-U-17-Nationalelf unter Trainer Eberhard Vogel in Pößneck gegen die ungarischen Altersgenossen. Im Frühjahr 1985 gewann er mit diesem Team an der Seite von Matthias Sammer und Florian Weichert ein gut besetztes Turnier in der Schweiz.
Im Sommer 1985 lief er für die DDR-Juniorennationalmannschaft im Sturm gegen Österreich in einem Freundschaftsspiel (2:2) in Neunkirchen auf. Gegen denselben Gegner bestritt der Lok-Stürmer im März 1986 bei der 0:1-Niederlage in Fürstenwalde sein zweites U-18-Länderspiel.
Im März 1987 debütierte Krolbert in der ostdeutschen U-20-Auswahl. Beim 1:0-Sieg gegen die finnische U-21, das zur Vorbereitung auf die Junioren-WM in Chile im darauffolgenden Herbst ausgetragen wurde, wurde der Stürmer, damals für die TSG Chemie Markkleeberg im Punktspielbetrieb antretend, in der 72. Minute für Stefan Minkwitz eingewechselt.